# Gathynia nigrescens
Gathynia nigrescens är en fjärilsart som beskrevs av W. Warren 1896. Gathynia nigrescens ingår i släktet Gathynia och familjen Uraniidae. Inga underarter finns listade i Catalogue of Life.